# Teufelsbrücke (Nürtingen)

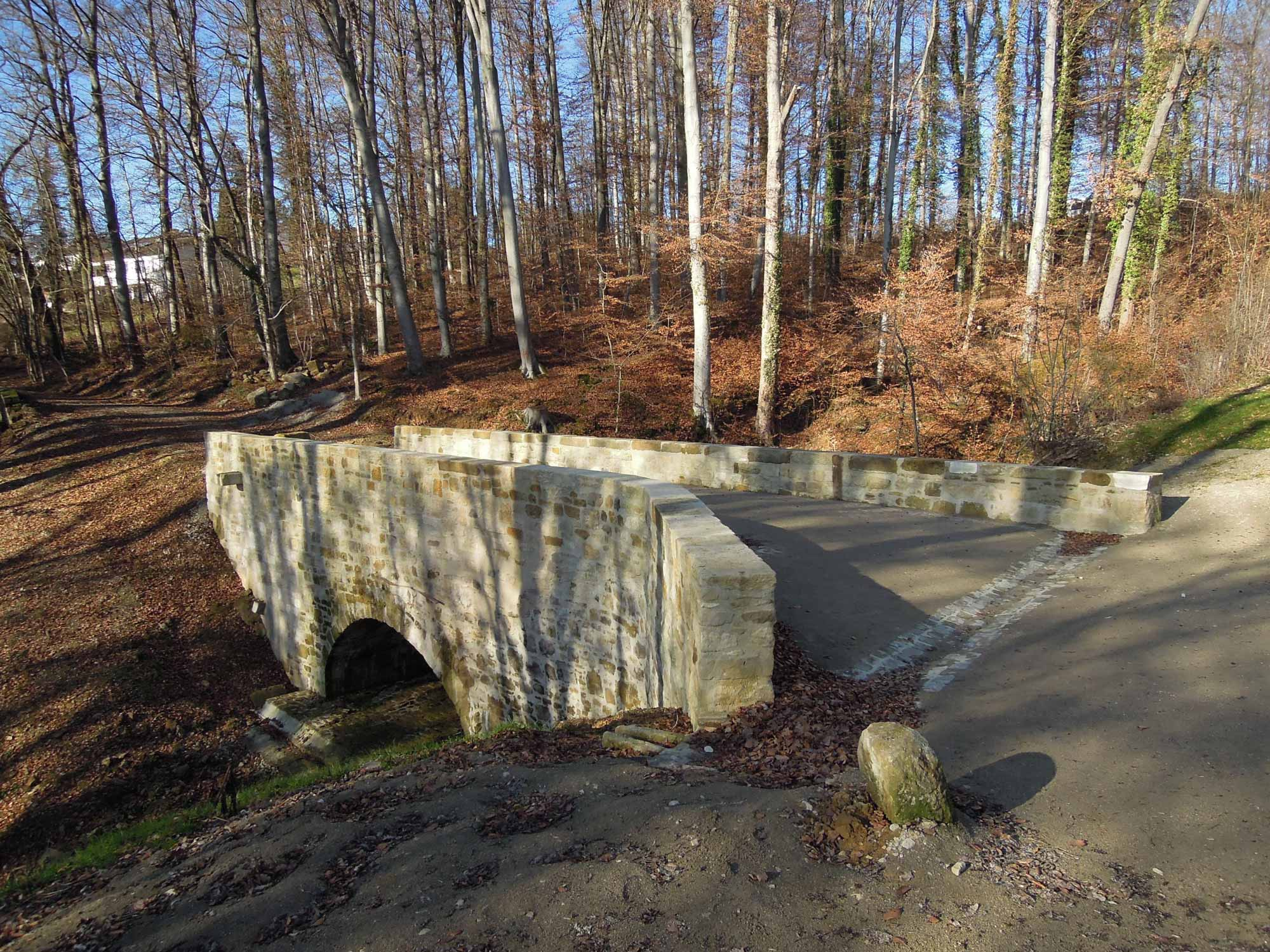
Teufelsbrücke nach der Sanierung

Die Teufelsbrücke ist eine historische Bogenbrücke unmittelbar östlich des Nürtinger Stadtteils Hardt im Landkreis Esslingen in Baden-Württemberg.
Die Brücke überspannt die Teufelsklinge zwischen Nürtingen-Oberensingen und Nürtingen-Hardt. Sie lag auf der einzigen Straßenverbindung von Nürtingen über die Filder nach Stuttgart und ins Unterland. Die Straße verband die Landesfestung Hohenneuffen mit der Stuttgarter Residenz. Über die Brücke wurden schwere Lasten aus den Sandsteinbrüchen bei Oberensingen transportiert, darunter die begehrten Oberensinger Mühlsteine.
Erstmals urkundlich erwähnt wird die Brücke 1497, als Vogt und Gericht zu Nürtingen den Auftrag zum Neubau einer bruck ob den staingruben zu Oberensingen, genannt des tüfels bruck, beurkundeten. Aus dem Dokument ergibt sich, dass am gleichen Standort schon davor eine steinerne Brücke vorhanden war. Die Handwerker sollten nämlich die alten bruck abbrechen und deren stain vermuren.
Die Teufelsbrücke wurde mehrmals ausgebessert und saniert. Aus dem Jahr 1731 ist dokumentiert, dass die Brücke zimblich ruinirt gewesen, weil vielen Jahr nichts daran reparirt worden. 1846 war die Brücke wieder baufällig und wurde im Zusammenhang mit dem Straßenneubau instand gesetzt. Zwischen 1847 und 1850 entstand damals in einer großen Baumaßnahme die heutige Landesstraße 1205, die oberhalb der Teufelsbrücke über die Teufelsklinge führt. Die Teufelsbrücke verlor damit ihre überörtliche Bedeutung.
In den Jahren 2013 und 2014 wurde die Teufelsbrücke letztmals aufwändig saniert. Die Kosten lagen nach der Bauabrechnung der Stadt Nürtingen bei 599.613 €.
Die Sanierung des herausragenden Kulturdenkmals unterstützten sowohl das Landesamt für Denkmalschutz mit rund 146.000 € als auch die Denkmalstiftung Baden-Württemberg mit 75.000 €.